# 舍夫琴科韋 (斯韋薩市鎮)
51°55′37″N 33°55′19″E / 51.92694°N 33.92194°E
舍夫琴科韋（烏克蘭語：Шевченкове）是位於烏克蘭東北部的村莊，由蘇梅州紹斯特卡區的斯韋薩市鎮負責管轄。該村距離斯韋薩和奧爾利夫卡1公里，海拔高度159米，2001年人口92。